# Guido Asinari di San Marzano
Guido Asinari, nobile dei conti di San Marzano (Camerano Casasco, 2 settembre 1874 – Alessandria, 15 gennaio 1949), è stato un politico italiano.

## Biografia
Militare di carriera ha combattuto nel corso della prima guerra mondiale guadagnandosi una medaglia d'argento e una croce di guerra. Dopo il congedo si è dedicato alla vita politica e amministrativa della sua città. È stato presidente della Cassa di risparmio di Alessandria, presidente dell'Istituto di cultura fascista, membro del Consiglio di amministrazione della Società "Ansaldo" e consigliere dell'Istituto delle casse di Risparmio.